# 泰州学院
泰州学院，是位于江苏省泰州市的一所普通本科高校，有近70年办学历史。学院有济川、泰兴2个校区。

## 校史
- 1941年，建立泰兴乡村师范学校。后更名为泰兴师范学校。1968年，撤销泰兴师范学校。1972年，复建泰兴师范学校。
- 1952年，创建苏北泰州师范学校。1964年，更名为泰州耕读师范学校。1968年，撤销泰州耕读师范学校。1982年，复建泰州师范学校。
- 2000年1月，由泰州师范学校、泰兴师范学校，合并筹建泰州师范专科学校。2000年6月，批准泰州师范高等专科学校（筹）成立。2002年3月，泰州师范高等专科学校成立。2002年5月，泰州市广播电视大学并入，保留牌子。2002年6月，正式挂牌泰州师范高等专科学校。
- 2013年，升格为本科院校，并更名为泰州学院[3]。

## 学院
- 人文学院
- 旅游管理学院
- 数理信息学院
- 外国语学院
- 教育与心理科学学院
- 计算机科学与技术学院
- 机电工程学院
- 音乐学院
- 美术学院
- 商学院
- 泰兴学院
- 医药与化学化工学院